# Metafysica (Aristoteles)
Onder de Metafysica van Aristoteles kan men twee dingen verstaan:
- a) Dat deel van zijn filosofie dat zich met metafysica bezighoudt.
- b) Aristoteles' werk dat de titel draagt: Metafysica.

Hierbij dient het volgende opgemerkt te worden:
- De titel metafysica is niet afkomstig van Aristoteles, en het desbetreffende werk is als zodanig niet door hem samengesteld. Voor beide is waarschijnlijk Andronicus van Rhodos verantwoordelijk, die in de 1e eeuw voor Chr. een uitgave van Aristoteles' werken het licht deed zien. Het woord metafysica heeft hij vermoedelijk gekozen als aanduiding van hetgeen (binnen de verzameling teksten van Andronicus) na de fysica (Gr. meta ta physica) kwam. Het werk dat wij nu onder deze naam kennen is een samenstel van geschriften uit verschillende perioden van Aristoteles' activiteit.
- Niet alleen in deze Metafysica behandelt Aristoteles metafysische onderwerpen; hij doet dat ook bv. in zijn Fysica.

## Interpretatieprobleem
Een van de belangrijkste interpretatie-problemen van Aristoteles' metafysica is de vraag of we het over één of twee wetenschappen hebben. In het begin van boek Gamma zegt hij: Er bestaat een wetenschap van wat is in zoverre het is. Hiermee wil hij deze wetenschap scheiden van alle bijzondere wetenschappen, die slechts een deel van wat is bestrijken. Anderzijds heeft Aristoteles het ook over de Eerste filosofie, die zich met het hoogste zijnde bezighoudt, het zijnde bestaande uit pure vormen. Aristoteles lijkt probleemloos van de ene opvatting naar de andere over te gaan. In de oudheid zag men hier - voor zover wij weten - geen probleem in.

## Inhoud

### Boek Gamma
Iedere wetenschap heeft haar eigen afgebakende gebied, en de hierbij behorende onbewijsbare axioma's.
Volgens Aristoteles moeten er op een gegeven moment onbewijsbare axioma's zijn binnen een wetenschap, anders komt er geen eind aan het bewijzen. Voor de Eerste filosofie is dit gebied wat is in zoverre het is. Daarmee staat deze wetenschap als het ware dwars op de andere wetenschappen, die alle een deelgebied van het zijnde bestrijken. Een bij deze wetenschap behorend axioma is het principium contradictionis, inhoudende dat een eigenschap niet tegelijkertijd, in hetzelfde opzicht, wel en niet aan hetzelfde voorwerp toegeschreven kan worden. Voor Aristoteles is dit principe dus een ontologische wet, en geen logische. Ook dit axioma is onbewijsbaar, maar Aristoteles maakt het wel aannemelijk: iemand die ontkent dat dit principe geldig is, gebruikt het zelf namelijk al om dit aan te tonen. Bij enig nadenken ziet men in dat het onmogelijk is te redeneren zonder dit principe te respecteren.
Verder gaat Aristoteles in op het relativisme (van bijvoorbeeld Protagoras): men kan zeggen dat één voorwerp in de loop van de tijd tegengestelde eigenschappen vertoont, en dat die dus op één bepaald moment allebei toegeschreven konden worden aan dit voorwerp. Immers het is onmogelijk dat iets (in dit geval de later vertoonde tegengestelde eigenschap) uit niets is ontstaan. Hierop reageert Aristoteles met zijn bekende onderscheid van de potentialiteit en de verwerkelijking: de later vertoonde eigenschap was potentieel al wel aanwezig, maar was toen nog niet verwerkelijkt.

### Verdere Uitsplitsing
Vragen we naar de 'inhoud' van deze eerste wetenschap, dan is het traditionele antwoord dat ze de attributen van het zijnde bestudeert. Wat houdt dat in? Alles wat is vertoont volgens Aristoteles bepaalde karakteristieken, uitsluitend op grond van het feit dat het is. Deze karakteristieken worden bestudeerd door de eerste wetenschap.
Het gaat hier dan om begrippen als Potentialiteit en Verwerkelijking, Vorm en Materie, Substantie en Attributen. Deze worden gebruikt voor een indeling van al wat is. Men kan bijvoorbeeld van een eikel zeggen dat het potentieel een eik is, of van de eik dat het de verwerkelijking is van de potentialiteit bevat in de eikel, of van een boek dat het de vorm is behorende bij een bepaalde hoeveelheid papier (de materie), of en van de kleur wit dat het een attribuut van de substantie sneeuw is.
Maar tot de bestudeerde karakteristieken worden ook begrippen gerekend die niet onder enige andere wetenschap ressorteren, begrippen als identiteit en verschil, eenheid en veelheid, of tegengesteldheid. En ook de vraag: wat is substantie? komt hier aan de orde. Andere wetenschappen hanteren sommige van deze begrippen wel, maar definiëren ze niet. De wiskunde kan bijvoorbeeld bewijzen dat de oppervlakte van twee figuren gelijk is, maar de vraag wat identiteit betekent, kan zij niet, en hoeft zij ook niet, te beantwoorden. Dit begrip overstijgt de wiskunde namelijk omdat het ook elders voorkomt, te weten in alles wat is.
- Het begrippenpaar Potentialiteit - Verwerkelijking wordt besproken in boek Thèta.
- Wat is substantie? Dit vraagstuk komt uitvoerig aan de orde in boek Zèta.
- Wat is vorm? Met name binnen de waarneembare substanties: hierover handelt boek Èta.
- Identiteit - Verschil: onderwerp van boek Iota, alwaar ook het begrippenpaar Eenheid - Veelheid, en het begrip Tegengesteldheid worden behandeld.
- De reden waarom twee attributen van het zijnde niet bestudeerd worden door de eerste wetenschap (zijn als waar zijn en als incidenteel het geval zijn) wordt besproken in boek Epsilon.

### Boek Bèta
Boek Bèta is een opsomming van 14 vraagstukken waar iemand die de eerste wetenschap beoefent zich mee bezig dient te houden, en die (grotendeels) elders in de Metafysica aan bod komen.

### Boek Alpha
In boek Alpha (uit een eerdere periode) heeft Aristoteles het over een wetenschap van de eerste principes en oorzaken. Hij geeft een uiteenzetting van de vier soorten oorzaak die hij onderkent, en een kritisch onderzoek naar het hanteren hiervan bij zijn voorgangers, Thales tot en met Plato. Hierbij dient men zich te realiseren dat wij deze voorgangers nu zo noemen omdat Aristoteles hen hier zo neerzet; hij geeft hier namelijk een geschiedenis van de filosofie, zoals wij die hebben overgenomen.
Onder oorzaak verstaat Aristoteles alles wat nodig is ter verklaring van iets, of alles wat bepalend is voor de totstandkoming van iets. Zodoende kan hij conceptueel de volgende oorzaken onderscheiden (al kunnen deze in de praktijk soms samenvallen): het 'wezen' van iets, de materie of het ten grondslag liggende, het beginsel van verandering, en als de vierde dat omwille van wat, dat wil zeggen het goede. Bijvoorbeeld:
- wezen: de vorm van het standbeeld (Aristoteles gebruikt voor wezen ook de term vorm).
- materie: het brons van het standbeeld.
- bron van verandering: de beeldhouwer van het standbeeld.
- omwille van: de verering van de uitgebeelde figuur[6].

Volgens Ingemar Düring is Aristoteles in dit boek Alpha nog vooral bezig met vragen omtrent het ontstaan en veranderen, en niet zozeer met de vraag naar het 'wezen' der dingen, zoals in boek Gamma.

### Boek Epsilon
In het kleine boek Epsilon is Aristoteles' benadering anders. Zijn wordt in de meest strikte betekenis toegepast op de categorie substantie. Daarvan bestaan drie soorten: de werkelijk bestaande substanties die aan verandering onderhevig zijn (onderwerp van de fysica, die al wat zijn bron van beweging in zichzelf heeft bestudeert); de abstracte, onveranderlijke substanties (onderwerp van de wiskunde), en de onafhankelijk bestaande, niet aan verandering onderhevig zijnde substanties; deze laatste vallen onder de Eerste filosofie. Deze substanties zijn het meest verheven, het verst van onze waarneming verwijderd, en goddelijk. Daarom noemt Aristoteles deze wetenschap hier ook theologie.
Deze benadering heeft wel aanleiding gegeven tot de interpretatie van de titel Metafysica als betekenend: datgene wat men bestudeert na de fysica.

### Kritiek op Plato'sIdeeën
Binnen de academie van Plato werden al tegenwerpingen geformuleerd tegen het bestaan van de Ideeën. Het is dus niet verwonderlijk dat we deze ook tegenkomen in Aristoteles' werk. Ook in zijn Metafysica wordt hier op verschillende plaatsen aandacht aan besteed. In boek Alpha spreekt hij nog van wij, als hij het heeft over hen die het bestaan van deze Ideeën aannemen. In later werk doet hij dat niet meer.
Deze her en der aangedragen bezwaren en argumenten zijn dus niet allemaal afkomstig van Aristoteles zelf, maar worden door hem wel onderschreven. Een van die argumenten is het zogeheten Argument van de derde man, dat ook in Plato's dialoog Parmenides voorkomt: als een man man is omdat hij deelheeft aan de Idee Man, dan moet er een derde Idee bestaan om te verklaren hoe het kan dat zowel man als de Idee Man beide man zijn.
Het fundamentele bezwaar is voor Aristoteles de verdubbeling die inherent is aan het apart laten bestaan van Ideeën buiten de 'gewone' bestaande voorwerpen. Dit vergroot eerder het aantal problemen dan dat het problemen oplost. Men zou misschien kunnen zeggen dat Aristoteles in dit opzicht iets verder ging dan Plato op de weg van de abstractie: hij erkent net als Plato gemeenschappelijke kenmerken, datgene waardoor voorwerpen bepaald, genoemd, gevormd worden, maar deze vorm heeft niet weer een eigen bestaan los van de voorwerpen.
Naast kritiek op de Ideeën zoals wij deze kennen uit Plato's werk, bekritiseert Aristoteles ook de zgn. IdeeGetallen, een mogelijk latere opvatting van Plato waarbij de Ideeën geïdentificeerd werden met (ideële) getallen. Zie hiervoor het artikel Plato's ongeschreven leer.

## Vertalingen en invloed
De vroegste onderzoekers van Aristoteles' metafysica waren Arabieren, die steunden op eerdere Syrische vertalingen uit het Grieks. Aristoteles' metafysica was verder onbekend in het Latijnse westen tot aan de 12e eeuw. Voor een tijdje vertrouwden de geleerden op Latijnse vertalingen uit het Arabisch, maar die vertalingen waren door de vele bewerkingen in de loop der tijden niet erg betrouwbaar en weinig accuraat.
In de 13e eeuw, volgend op de vierde kruistocht, werden de oorspronkelijke Griekse manuscripten beschikbaar. Een van de eerste Latijnse vertalingen werd door Willem van Moerbeke gemaakt. Diens letterlijke vertalingen bleven dicht bij de originele tekst, met de bedoeling om getrouw de Griekse stijl na te volgen. Zijn werk zou de basis vormen voor latere commentaren door Albertus Magnus, Thomas van Aquino en Duns Scotus.

## Voetnoten
1. ↑  Het is opmerkelijk dat men gedurende de verdere oudheid, ondanks deze 'nieuwe' wetenschap van Aristoteles, de filosofie bleef indelen in logica, ethica en natuurfilosofie. Nergens werd gerefereerd aan Aristoteles' eerste filosofie  of de wetenschap van wat is in zoverre het is, als deel van de filosofie. Dit hangt deels samen met het niet beschikbaar zijn van Aristoteles' werk gedurende enkele eeuwen.
2. ↑  De logica is dan ook geen aparte wetenschap, want ze heeft geen eigen zijnsgebied tot onderwerp. De logica is slechts een noodzakelijke voorstudie voor het bedrijven van filosofie, het is geen onderdeel van de filosofie. Ook in deze opvatting is de latere klassieke filosofie Aristoteles niet gevolgd.
3. ↑  Traditioneel vaak actualiteit genoemd, maar dat woord heeft in het Nederlands al een andere betekenis.
4. ↑  Dus dat wij nu zulke totaal verschillende figuren als Heraclitus, Pythagoras, Parmenides, Zeno, Socrates en Plato voornamelijk zien als hoofdstukken uit de ontwikkelingsgang van één discipline, te weten de filosofie.
5. ↑  Zie J. Mansfeld: De metafysica van Aristoteles, p. 33.
6. ↑  Ook genaamd vormoorzaak, materiële oorzaak, bewegingsoorzaak en doeloorzaak, of, in de traditionele terminologie van de middeleeuwse scholastische filosofen: causa formalis, causa materialis, causa efficiens en causa finalis. Als voorbeeld van doeloorzaak geeft Aristoteles in de Fysica (II, 3) ook gezondheid als doel behorende bij iemands wandelen.
7. ↑  Aristoteles, Darstellung und Interpretation seines Denkens, p.266/7: 'Für die in eigentlichem Sinne ontologische Problematik, hat er als junger Mann wenig Interesse'.
8. ↑  132a-b